# Kärbholz
Kärbholz ist eine deutsche Rock-Band aus Ruppichteroth. Die Band kombiniert Elemente aus den Bereichen Rock, Punk und Indie sowie Einflüsse aus dem Rock-’n’-Roll-Bereich. Sie verwendet fast ausschließlich deutsche Texte in ihren Liedern.

## Geschichte
Im Jahr 2003 gründeten Torben Höffgen, Adrian Kühn, Stefan Wirths und Christian Steffens die Band Kärbholz, wobei sie später als Gründungsjahr 2005 angaben. Die Band wie auch die Fans betiteln die Musik als „Vollgas-Rock-'n'-Roll“ (Auszug aus dem Lied Vollgas Rock'n'Roll „… sind 'ne Vollgas Rock'n'Roll Band, auch wenn uns nicht die Welt kennt …“). Den Pfad, Lieder ihrer musikalischen Einflüsse nachzuspielen, verließ Kärbholz, sodass im Frühjahr 2006 die Split-CD Heimvorteil erschien. Daraufhin unterschrieb das Quartett einen Plattenvertrag beim Magdeburger Label Asphalt Records. Im April 2007 erschien dort das Debütalbum Spiel des Lebens. Textlich werden Freundschaft, Liebe oder Hass thematisiert. Durch das Erstlingswerk wurden auch überregionale Veranstalter auf die Gruppe aufmerksam, und so folgten bundesweite Auftritte. Ende 2007 spielten Kärbholz Zurück nach Vorn ein, dessen Erfolg der Band erste größere Konzerte ermöglichte, wie z. B. auf der „G.O.N.D.“. Außerdem entschied man sich Ende 2008, Heimvorteil erneut zu veröffentlichen, diesmal als EP unter dem Namen Vollgas Rock 'n' Roll.
Mitte Dezember 2008 verließ Schlagzeuger Christian aus beruflichen und privaten Gründen die Band. Beim traditionellen Jahresabschluss in Schönenberg spielte er sein Abschiedskonzert. Sein Nachfolger Henning Münch gab am 3. Januar sein erstes Kärbholz-Konzert in Schramberg.
Im September 2009 absolvierte die Band eine CD-Release Tour mit Auftritten in ganz Deutschland. Auf dieser Tour wurde das neue Album mit dem Namen Mit Leib und Seele offiziell vorgestellt. Im Jahr 2010 spielten Kärbholz wieder fast wöchentlich Konzerte u. a. auf der „G.O.N.D.“, dem „Ehrlich & Laut Festival“ und beim traditionellen „Heimspiel“. Ab Ende Oktober wurde auf der Deutschland-Tournee die Single Du bist König vorgestellt. Das Album zur Single 100% schaffte es erstmals in die Charts.

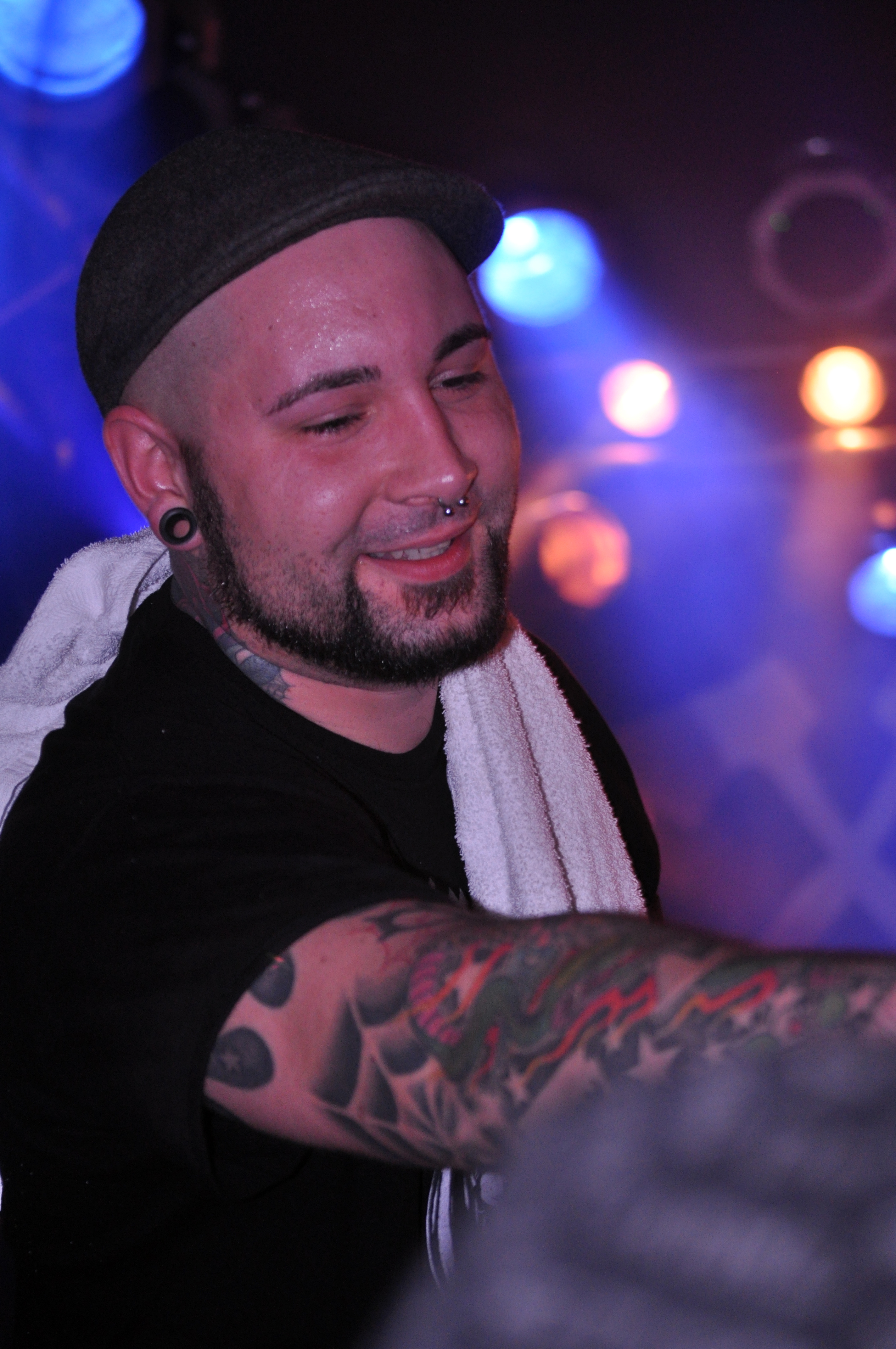
Adrian Kühn 2011 in Rostock

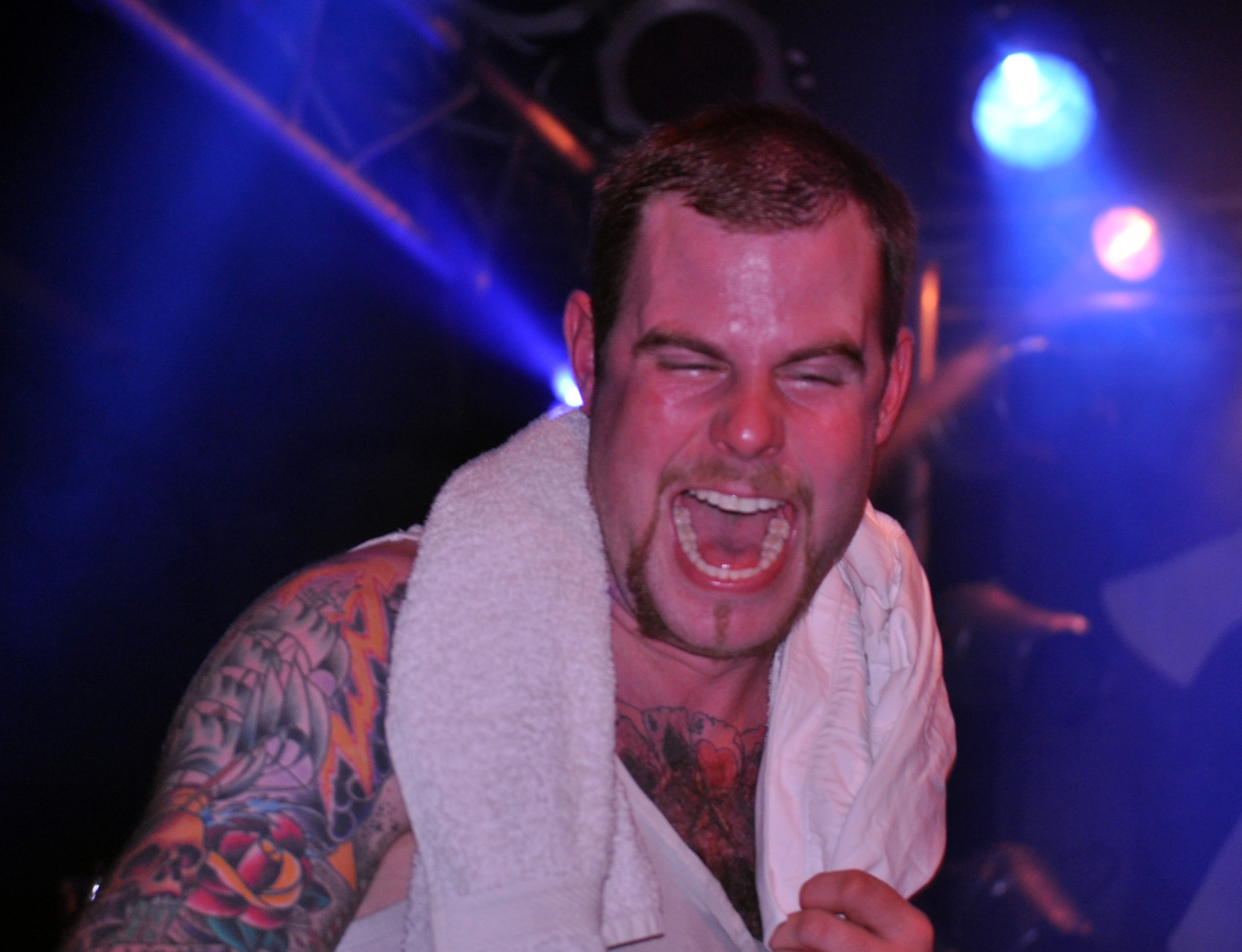
Torben Höffgen 2011 in Rostock

2012 wechselte Kärbholz zum Betontod-Label Better Than Hell und veröffentlicht 2013 das Album Rastlos, welches Platz 16 in den Charts erreichte. Die folgende Tournee war nahezu komplett ausverkauft; als Höhepunkt gilt der Auftritt auf dem Wacken Open Air sowie beim Summer Breeze. Am 30. Januar 2015 wurde das achte Studioalbum Karma veröffentlicht, erstmals über das Label Metalville, wo die Band seitdem unter Vertrag steht. Mit dem Album konnte die Band erstmals eine Chartplatzierung in der Schweiz und in Österreich erreichen. Es verkaufte sich über 20.000 mal.
Das neunte Studioalbum Überdosis Leben erreichte Anfang 2017 in der ersten Woche Platz 2 in den deutschen Album-Charts. Kärbholz spielten 2017 auf dem AlpenFlair. Im gleichen Jahr erschien anlässlich des zehnten Jubiläums eine Neueinspielung des Debütalbums.
2019 folgte das Album Herz und Verstand, das Platz 2 der deutschen Charts erreichte. Ende des Jahres folgte das zweite Livealbum Herz und Verstand – Live in Köln, das ebenfalls in die deutschen Charts einstieg. 2019 erschien außerdem die Single Gib mir noch ein Glas mit Tanzwut, erschienen auf deren Album Seemansgarn.
2021, nach einer Zwangspause durch die COVID-19-Pandemie in Deutschland erschien ihr mittlerweile zehntes Studioalbum Kontra. Es erreichte Platz 4 in Deutschland. Das Album enthält mit Roter Wein eine eigenwillige Interpretation von Rose Tattoo der Band Dropkick Murphys.
2023 erschienen die beiden Alben Kapitel 11: Barrikaden und Kapitel 10: Wilde Augen in kurzer Folge und von der Nummerierung her in vermeintlich falscher Reihenfolge. Zwischen 2021 und 2023 schrieb die Band während eines Lockdowns Material für zwei Studioalben und begann zunächst Kapitel 10 aufzunehmen. Als die Produktion abgeschlossen war, erkannte man, das Kapitel 11 eigentlich das bessere „erste“ Album sei und so entschloss man sich die Veröffentlichungsreihenfolge umzudrehen. Beide Alben erreichte die deutschen Charts, wobei Kapitel 11 die Top 10 erreichte und Kapitel 10 lediglich die Top 20.

## Sonstiges
Die Band veranstaltet jeweils einmal pro Jahr zusammen mit der Kärbholz-Anhängerschaft im Rahmen der Rosbacherer Sportwoche ein Fan-Wochenende mit dem sog. „Heimspiel“ am Samstagabend. Alljährlich gibt es ein Jahresabschlusskonzert, welches traditionell in Windeck-Rosbach stattfindet und aufgrund steigenden Interesses seit 2011 an zwei Tagen stattfindet. Bereits zweimal veranstaltete die Band ihr eigenes Festival mit Namen Crossed Axes Festival.
Kärbholz sind fester Bestandteil bei vielen größeren Veranstaltungen wie der G.O.N.D. und dem Ehrlich & Laut Festival.
Kärbholz ist ein Teil des sog. „F.E.K.9“, welches im Herbst 2008 die „Deutschrockmonster-Tour“ durch Deutschland und Südtirol veranstaltete. 2009 und 2010 gab es keine Tournee, sondern jeweils ein großes Ein-Tages-Festival mit weiteren Bands. F.E.K.9 steht für die Bands Frei.Wild, Enkelz, Kärbholz und Rock Rotten’s 9mm Assi Rock’n’Roll.
Der offizielle Fanclub der Band ist die Kärbholz-Anhängerschaft. Es gibt weitere Fanclubs wie die Kärbholz-Fangemeinschaft Bonn.

## Musikstil
Die Band spielte zu Anfang einfachen Deutschrock mit Punk- und Ska-Punk im Stil ähnlicher Bands wie Frei.Wild und den Böhsen Onkelz. Mit Voranschreiten der Bandgeschichte kamen Einflüsse aus insbesondere dem Rock ’n’ Roll und dem Folk-Rock hinzu. Auch textlich werden die gängigen Deutschrock-Klischess bedient, wie Lokalpatriotismus, ein irgendwie geartetes Outsidertum und Themen wie Alkoholkonsum, Tätowierungen und Perspektivlosigkeit.

## Galerie

Kärbholz live auf dem Rockharz 2019
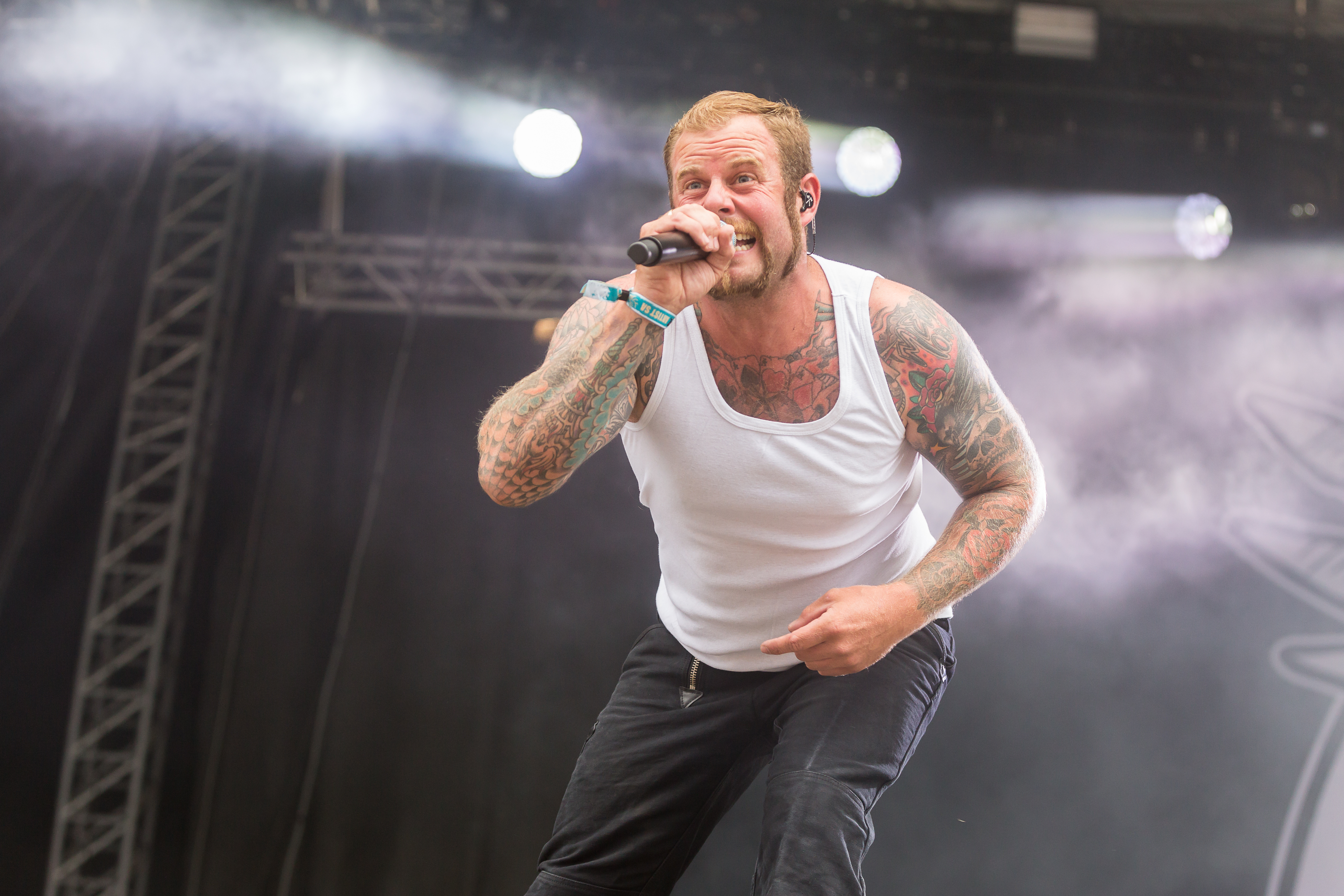
Sänger Torben Höffgen
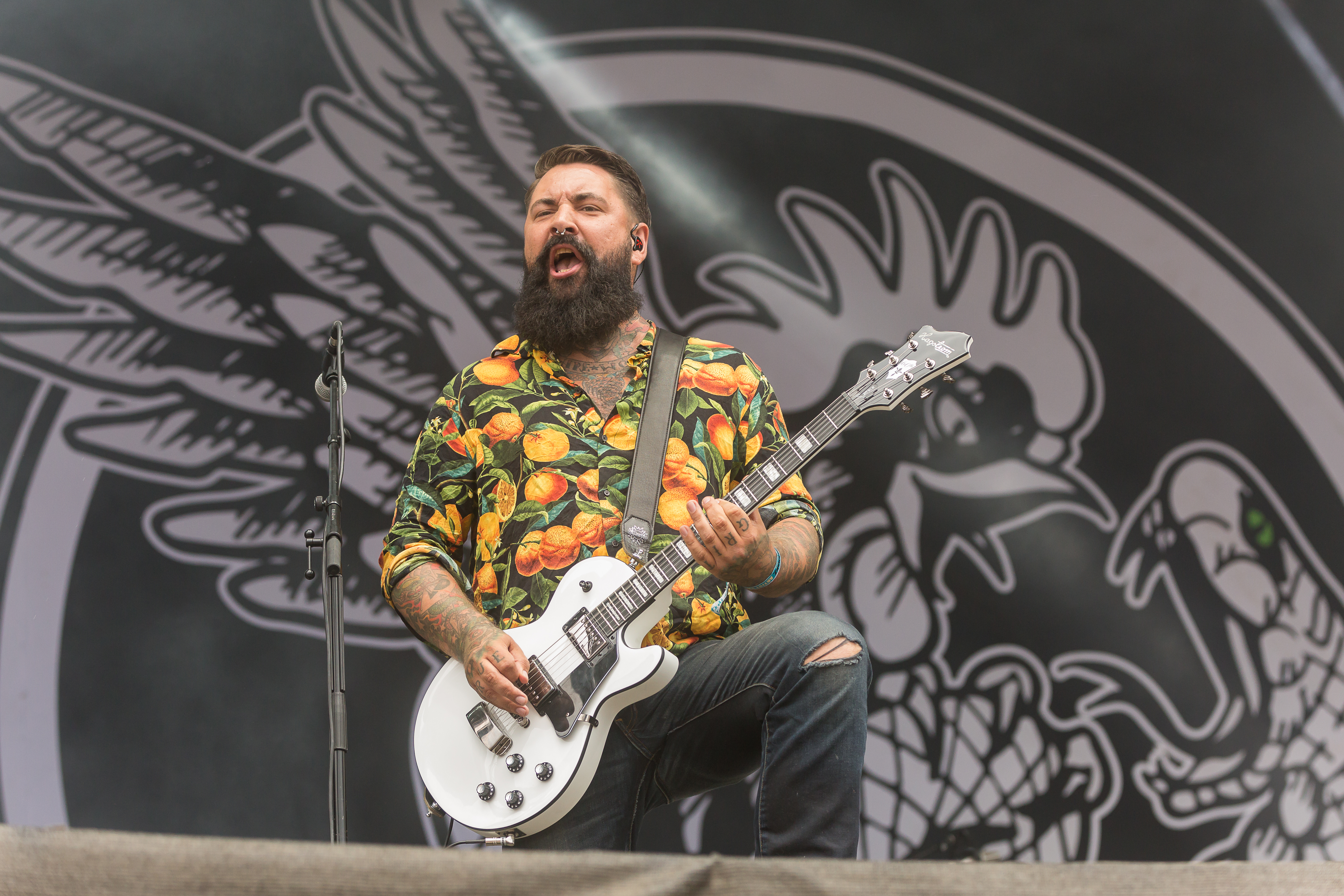
Gitarrist Adrian Kühn
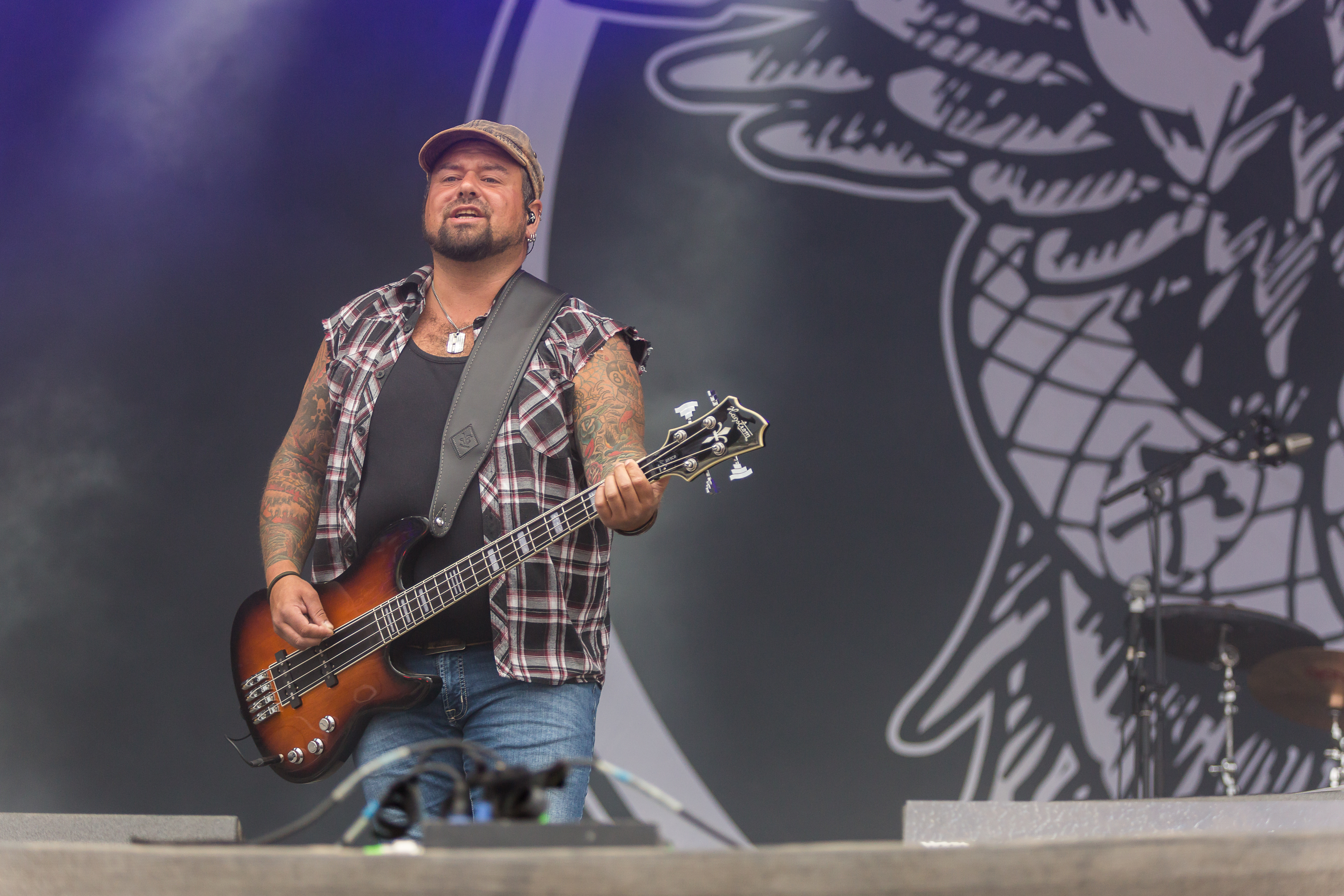
Bassist Stefan Wirths
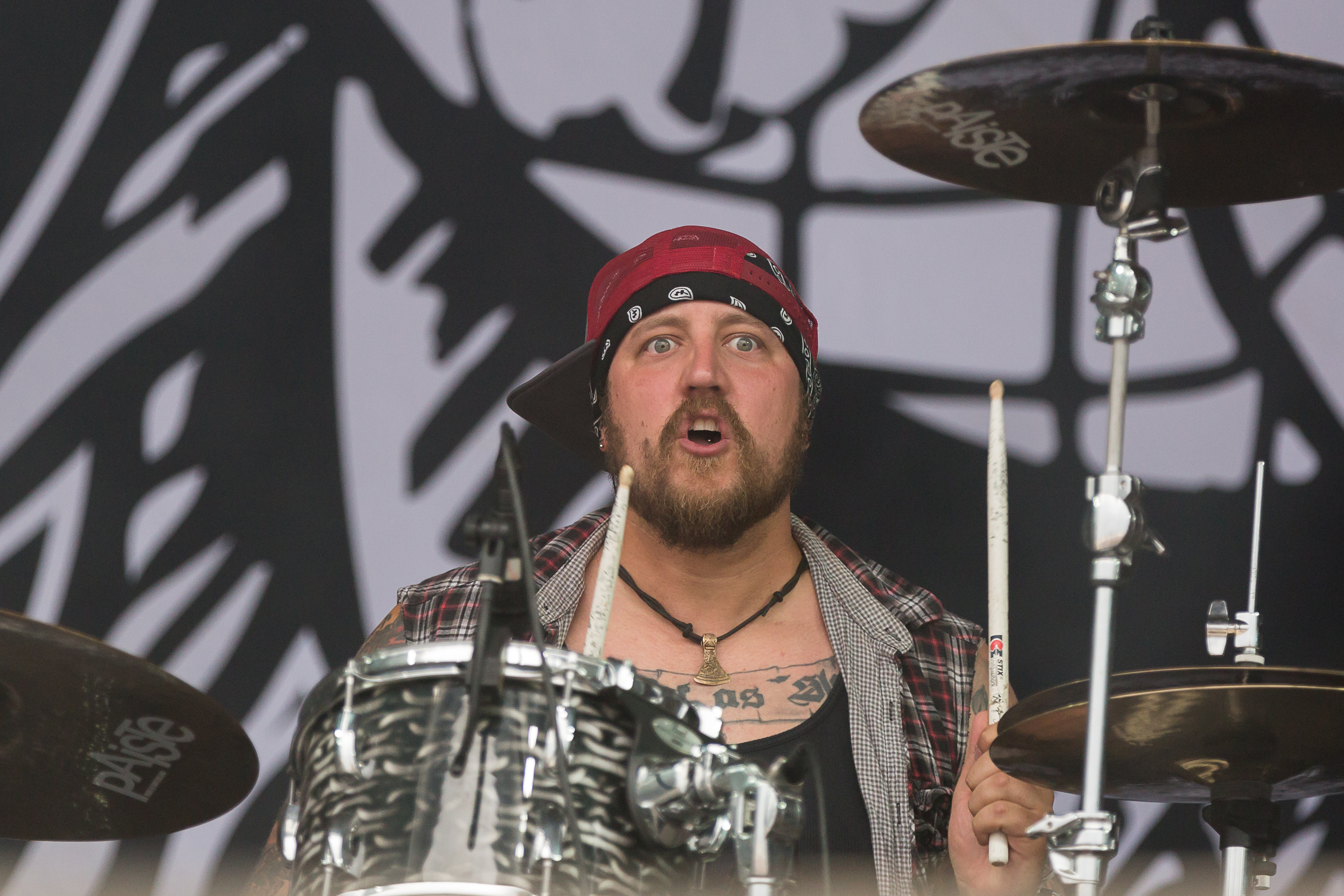
Schlagzeuger Henning Münch

## Diskografie

### Alben
| Jahr | Titel Musiklabel                        | Höchstplatzierung, Gesamtwochen, AuszeichnungChartplatzierungen (Jahr, Titel, Musiklabel, Platzierungen, Wochen, Auszeichnungen, Anmerkungen) | Höchstplatzierung, Gesamtwochen, AuszeichnungChartplatzierungen (Jahr, Titel, Musiklabel, Platzierungen, Wochen, Auszeichnungen, Anmerkungen) | Höchstplatzierung, Gesamtwochen, AuszeichnungChartplatzierungen (Jahr, Titel, Musiklabel, Platzierungen, Wochen, Auszeichnungen, Anmerkungen) | Anmerkungen                                                           |
| Jahr | Titel Musiklabel                        | DE | AT | CH | Anmerkungen                                                           |
| ---- | --------------------------------------- | --- | --- | --- | --------------------------------------------------------------------- |
| 2007 | Spiel des Lebens Asphalt Records        | — | — | — | Erstveröffentlichung: 2. April 2007                                   |
| 2008 | Zurück nach vorn Asphalt Records        | — | — | — | Erstveröffentlichung: 2008                                            |
| 2009 | Mit Leib und Seele Asphalt Records      | — | — | — | Erstveröffentlichung: 2009                                            |
| 2011 | 100% Asphalt Records                    | DE91 (1 Wo.)DE | — | — | Erstveröffentlichung: 8. April 2011 Remastered 2016 über Metalville   |
| 2013 | Rastlos Better Than Hell                | DE16 (2 Wo.)DE | — | — | Erstveröffentlichung: 9. Februar 2018                                 |
| 2015 | Karma Metalville                        | DE7 (5 Wo.)DE | AT41 (1 Wo.)AT | CH51 (1 Wo.)CH | Erstveröffentlichung: 30. Januar 2015                                 |
| 2017 | Überdosis Leben Metalville              | DE2 (4 Wo.)DE | AT25 (1 Wo.)AT | CH42 (1 Wo.)CH | Erstveröffentlichung: 27. Januar 2017                                 |
| 2017 | Spiel des Lebens – Alles neu Metalville | DE17 (1 Wo.)DE | — | — | Erstveröffentlichung: 20. Oktober 2017 Neueinspielung des Debütalbums |
| 2019 | Herz und Verstand Metalville            | DE3 (4 Wo.)DE | AT28 (1 Wo.)AT | CH41 (1 Wo.)CH | Erstveröffentlichung: 8. März 2019                                    |
| 2021 | Kontra. Metalville                      | DE4 (2 Wo.)DE | AT60 (1 Wo.)AT | CH31 (1 Wo.)CH | Erstveröffentlichung: 26. März 2021                                   |
| 2023 | Kapitel 11: Barrikaden Metalville       | DE8 (2 Wo.)DE | — | — | Erstveröffentlichung: 24. März 2023                                   |
| 2023 | Kapitel 10: Wilde Augen Metalville      | DE17 (1 Wo.)DE | — | — | Erstveröffentlichung: 2. Juni 2023                                    |

### Livealben
| Jahr | Titel Musiklabel                            | Höchstplatzierung, Gesamtwochen, AuszeichnungChartsChartplatzierungen (Jahr, Titel, Musiklabel, Platzierungen, Wochen, Auszeichnungen, Anmerkungen) | Anmerkungen                                                |
| Jahr | Titel Musiklabel                            | DE | Anmerkungen                                                |
| ---- | ------------------------------------------- | --- | ---------------------------------------------------------- |
| 2015 | Karma – Live Metalville                     | — | Erstveröffentlichung: 9. Oktober 2015 2LP, 2CD+DVD         |
| 2015 | Herz und Verstand – Live in Köln Metalville | DE13 (1 Wo.)DE | Erstveröffentlichung: 27. September 2019 3xLP+DVD, 2CD+DVD |

### Splits
- 2006: Heimvorteil (Split-CD mit Knock Out, Sieg oder Spielabbruch!)
- 2011: 100% / Sangre! (Split-CD mit The Krays, Street Justice Records/Asphalt Records)

### EPs
- 2008: Vollgas Rock n Roll (Asphalt Records)
- 2010: Du bist König (Asphalt Records)
- 2012: Fallen & Fliegen (Better Than Hell)

### Singles
- 2014: Wenn Musik da ist (7′’, Metalville)
- 2015: Keen Wort mih (7′’, Metalville)
- 2016: Wir waren Helden (10′’, Metalville)
- 2016: Ich kann es nicht ändern (digitale Single)
- 2017: Mein Weg (digitale Single)
- 2018: Mutmacher (7′’, Metalville)
- 2019: Keiner befiehlt (7′’, Metalville)
- 2019: Tabula rasa (digitale Single)
- 2020: Lass uns Freunde bleiben (digitale Single)
- 2020: Ewig leben (digitale Single)
- 2020: Niemals fallen (digitale Single)
- 2021: Rückenwind (7′’, Metalville)
- 2021: Der schwarze Schwan (digitale Single)
- 2021: Weihnachtssong (digitale Single)
- 2022: Raubtier (digitale Single)
- 2023: Unter ferner liefen (digitale Single)
- 2023: Gar nichts (digitale Single)
- 2023: Seele auf der Haut (digitale Single)
- 2023: Halte fest (digitale Single)
- 2023: Chaos (digitale Single)

### Gastbeiträge
- 2019: Tanzwut – Gib mir noch ein Glas